# Draco (gènere)

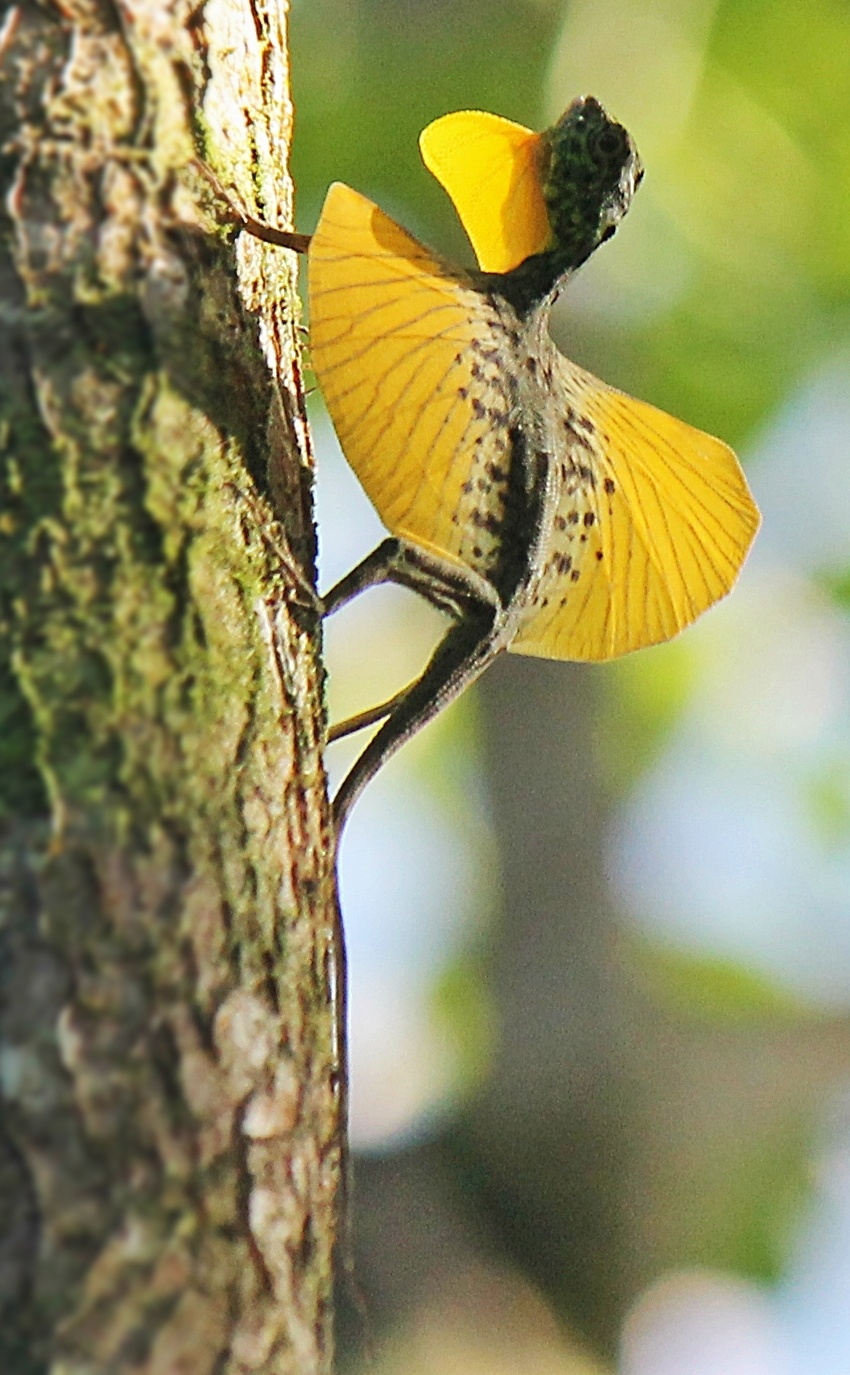
Draco spilonotus

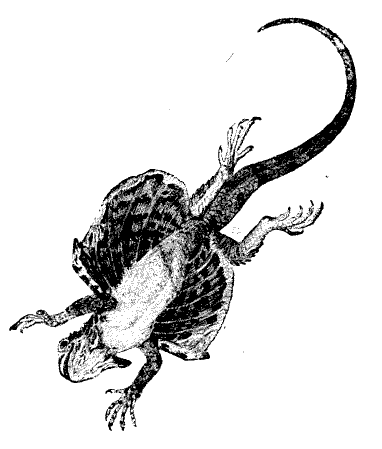
Dragó volador

Draco és un gènere de sauròpsids (rèptils) escatosos de la família Agamidae que viuen als arbres en els boscos tropicals del sud-est d'Àsia, especialment a les illes de l'Arxipèlag Malai i Filipines. Reben el nom de dragons voladors, ja que tenen unes membranes que els permeten planejar d'arbre a arbre.

## Característiques
Mesuren de 20 a 26 centímetres de llarg i poden planejar d'arbre a arbre gràcies a unes membranes, en la majoria dels casos uns pocs metres de distància, però s'han registrat planejades de fins a uns 60 metres perdent només 10 metres d'altitud.

## Història natural
Els rèptils d'aquest gènere solen alimentar-se d'insectes, principalment de formigues dels arbres. Els seus costums són arborícoles i només baixen a terra per aparellar-se i enterrar-hi els ous, usualment entre 2 i 5, dels quals tenen cura només 24 hores.

## Taxonomia
El gènere Draco inclou 42 espècies:
- Draco abbreviatus Hardwicke i Gray, 1827
- Draco affinis Bartlett, 1895
- Draco beccarii W. Peters i Doria, 1878
- Draco biaro Lazell, 1987
- Draco bimaculatus Günther, 1864
- Draco blanfordii Boulenger, 1885
- Draco boschmai Hennig, 1936
- Draco bourouniensis Lesson, 1834
- Draco caerulhians Lazell, 1992
- Draco cornutus Günther, 1864
- Draco cristatellus Günther, 1872
- Draco cyanopterus W. Peters, 1867
- Draco dussumieri A.M.C. Duméril i Bibron, 1837
- Draco fimbriatus Kuhl, 1820
- Draco formosus Boulenger, 1900
- Draco guentheri Boulenger, 1885
- Draco haematopogon Gray, 1831
- Draco indochinensis M.A. Smith, 1928
- Draco iskandari McGuire et al., 2007
- Draco jareckii Lazell, 1992
- Draco lineatus Daudin, 1802
- Draco maculatus (Gray, 1845)
- Draco maximus Boulenger, 1893
- Draco melanopogon Boulenger, 1887
- Draco mindanensis Stejneger, 1908
- Draco modiglianii Vinciguerra, 1892
- Draco norvillii Alcock, 1895
- Draco obscurus Boulenger, 1887
- Draco ornatus (Gray, 1845)
- Draco palawanensis McGuire & Alcala, 2000
- Draco quadrasi Boettger, 1893
- Draco quinquefasciatus Hardwicke & Gray, 1827
- Draco reticulatus Günther, 1864
- Draco rhytisma Musters, 1983
- Draco spilonotus Günther, 1872
- Draco spilopterus Wiegmann, 1834
- Draco sumatranus Schlegel, 1844
- Draco supriatnai McGuire et al., 2007
- Draco taeniopterus Günther, 1861
- Draco timoriensis Kuhl, 1820
- Draco volans Linnaeus, 1758
- Draco walkeri Boulenger, 1891